# NGC 2232
NGC 2232 est un jeune amas ouvert, situé dans la constellation de la Licorne. Il a été découvert par l'astronome germano-britannique William Herschel en 1779.
NGC 2232 est à environ 359 pc (∼1 170 al) du système solaire et les dernières estimations donnent un âge de 74 millions d'années. La taille apparente de l'amas est de 45 minutes d'arc, ce qui, compte tenu de la distance, donne une taille réelle maximale d'environ 15 années-lumière.
Selon la classification des amas ouverts de Robert Trumpler, cet amas renferme moins de 50 étoiles (lettre p) dont la concentration est faible (IV) et dont les magnitudes se répartissent sur un grand intervalle (le chiffre 3).

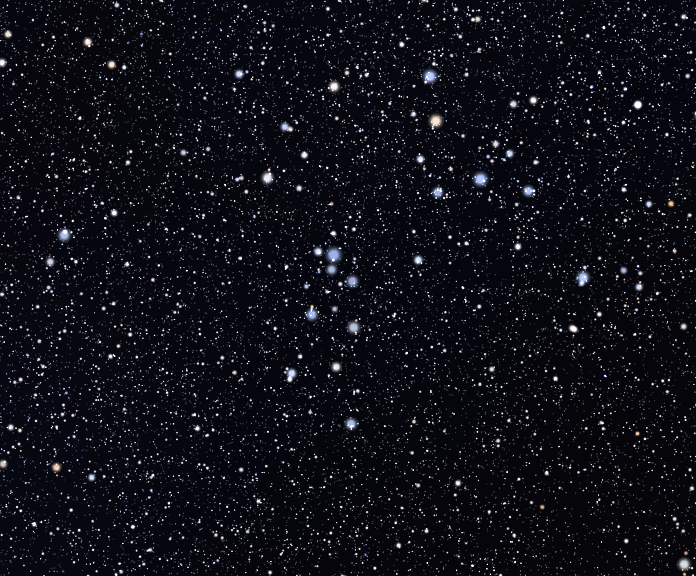
Roberto Mura, image réalisée avec le logiciel Stellarium.